# Crepidiastrum platyphyllum
Crepidiastrum platyphyllum là một loài thực vật có hoa trong họ Cúc. Loài này được (Franch. & Sav.) Kitam. mô tả khoa học đầu tiên năm 1937.